# Agathodes modicalis
Agathodes modicalis là một loài bướm đêm trong họ Crambidae.